# Ferdinand Georg Frobenius
Pour les articles homonymes, voir Frobenius.
Ferdinand Georg Frobenius, connu aussi sous le nom de Georg Frobenius, est un mathématicien allemand, né le 26 octobre 1849 à Charlottenbourg (Prusse, aujourd'hui sous-municipalité de Berlin) et mort le 3 août 1917  à Berlin (Allemagne).

## Biographie
Il suit des études aux universités de Göttingen et de Berlin et à l'École polytechnique fédérale de Zurich. Il est l'un des premiers, avec Heinrich Weber, à s'intéresser à la théorie des groupes pour elle-même et non comme outil, et il redémontre dans ce cadre les théorèmes de Sylow. On lui doit l'introduction des caractères d'un groupe non commutatif (en). Il travaille aussi en algèbre linéaire et donne en 1878 la première démonstration générale du théorème de Cayley-Hamilton. Il émet l'hypothèse, démontrée seulement en 1904 par Kurt Hensel, que les polynômes minimal et caractéristique d'un endomorphisme ont les mêmes facteurs irréductibles. En revanche, il démontre le théorème qui porte maintenant son nom (prouvé indépendamment par le mathématicien américain Charles Sanders Peirce) qui, dans la terminologie moderne, exprime que les seules algèbres associatives de dimension finie et sans diviseur de zéro sur le corps des réels, sont le corps des réels, celui des complexes et le corps gauche des quaternions de Hamilton. En analyse, il étudie les fonctions elliptiques et les équations aux dérivées partielles, et s'intéresse à la théorie des nombres, en particulier à la fonction zêta de Riemann et aux nombres algébriques.
En 1892, il devient membre de l'Académie royale des sciences et des lettres de Berlin.

## Contributions en théorie des groupes
Durant la deuxième moitié de sa carrière, la théorie des groupes a constitué l'un des principaux intérêts de Frobenius. L'une de ses premières contributions a été la redémonstration des théorèmes de Sylow pour un groupe abstrait (la preuve originelle de Sylow était formulée pour un groupe de permutations). La preuve du premier théorème de Sylow (sur l'existence des sous-groupes de Sylow) élaborée par Frobenius est encore celle la plus enseignée de nos jours.
Frobenius a également prouvé le théorème fondamental suivant : Soit un entier positif n diviseur de l'ordre d'un groupe fini G, alors le nombre de solutions dans G de l'équation xn = 1 est égal à kn pour un certain entier k > 0. Il a aussi conjecturé que si de plus k = 1, alors les solutions de l'équation xn = 1 dans G forment un sous-groupe. Ce problème a été résolu dans un premier temps pour le cas particulier des groupes résolubles, mais dans le cas général en 1991 seulement, après la classification des groupes finis simples.
Frobenius a contribué de manière significative à la théorie des représentations de groupes et à la notion de caractère d'une représentation, qui constituent des outils essentiels pour l'étude des groupes. Dans son premier article sur les caractères en 1896, Frobenius a construit la table des caractères du groupe PSL(2,Fp) pour tout entier p premier impair.
Ce travail a conduit à la notion de réciprocité de Frobenius et à la définition des groupes de Frobenius. John Griggs Thompson a démontré dans sa thèse de Ph.D. que le noyau de tout groupe de Frobenius est nilpotent. Toutes les preuves connues de ce théorème font appel aux caractères.
Frobenius a aussi contribué de manière significative à la théorie des représentations des groupes symétriques et alternés.